# Motohiro Yoshida
Motohiro Yoshida (吉田 宗弘, Yoshida Motohiro) est un footballeur japonais né le 25 août 1974 à Suita dans la préfecture d'Osaka.